# Hans Bäckström
Hans Lemmich Juel Bäckström, född 18 december 1896 i Stockholm, död 1 augusti 1977 i Göteborg, var en svensk kemist. Han var son till Helge Bäckström.
Bäckström blev filosofie doktor 1927 med avhandlingen The chain reaction theory of negative catalysis. Efter anställningar vid Princeton University och Vetenskapsakademiens Nobelinstitut för fysikalisk kemi blev han laborator vid Kontrollstyrelsen 1934, docent i fysikalisk kemi vid Stockholms högskola 1936, professor i oorganisk kemi vid Chalmers tekniska högskola 1946 och var från 1947 professor i teoretisk kemi där. Bäckström uppfann det så kallade Bäckströmsfiltret för isolering av ultraviolett ljus. Förutom gradualavhandlingen publicerade han arbeten om kedje- och autoxidationsreaktioner. Bäckström är begravd på Djursholms begravningsplats.